# محمد أباد نيل (خسرو أباد)
محمد أباد نیل (بالفارسية: محمدآباد نیل) هي قرية تقع في إيران في قسم خسرو أباد الريفي. يقدر عدد سكانها بـ 197 نسمة بحسب إحصاء 2016.